# Мухаммад I ібн Абд аль-Хакк
Мухаммад I ібн Абд аль-Хакк (араб. محمد بن عَبد الحَقّ; нар. 1202 — 1244) — шейх і султан бану-марин в 1240—1244 роках.

## Життєпис
Син шейха і султана Абд аль-Хакка I. 1240 року спадкував братові Усману I. Продовжив наступ на володіння Альмохадів. 1242 року захопив Фес і Мекнес, а також практично усе північне Марокко.
Втім вже у 1244 року у битві біля Мекнесу зазнав поразки від халіфа ас-Саїда. В цій битві загинув сам Мухаммад I. Йому спадкував брат Абу Ях'я Абу Бакр.